# Jesse Tamangrow
Jesse Jay Tamangrow (* 16. März 1982 auf Yap) ist ein ehemaliger palauischer Sprinter.

## Biografie
Jesse Tamangrow startete bei den Olympischen Spielen 2008 in Peking im 100-Meter-Lauf, schied jedoch mit einer Zeit von 11,38 Sekunden als Siebter in seinem Vorlauf aus.